# Sam Hanks
Sam Hanks (13 de julho de 1914 – 27 de junho de 1994) foi um automobilista estadunidense que esteve em treze 500 Milhas de Indianápolis (oito quando a prova contava pontos para a Fórmula 1 de 1950 até 1960): 1940, 1941, 1946, 1948, 1949, 1950, 1951, 1952, 1953, 1954, 1955, 1956 e 1957. 
Sam venceu as 500 Milhas de Indianápolis de 1957. Ele também foi um piloto de avião.